# Madonna kanclerza Rolina

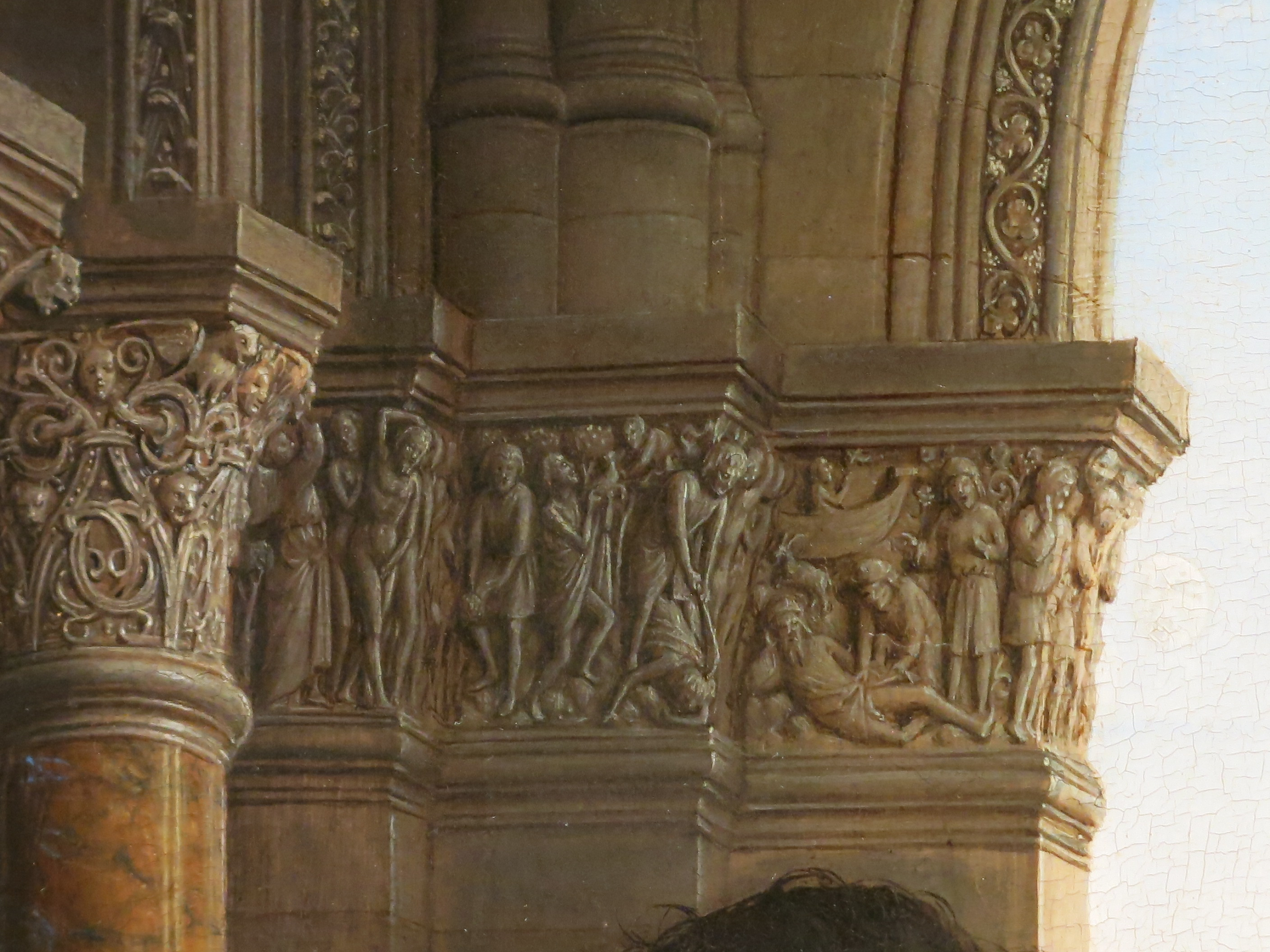
fragment – zdobienia kapiteli

Madonna kanclerza Rolina, Madonna z Autun (niderl. De Maagd van kanselier Rolin) – obraz olejny niderlandzkiego malarza Jana van Eycka.

## Proweniencja
Obraz został ufundowany przez Nicolasa Rolina, kanclerza dworu księcia Burgundii Filipa Dobrego. Pierwotnie znajdował się w kaplicy św. Sebastiana w katedrze w Autun, ale w wyniku zniszczenia kościoła w 1793 został przeniesiony do budynku szkoły centralnej w Autun, a następnie w 1800 Luwru w Paryżu, gdzie przechowywany jest do dziś. Przypuszcza się, iż sygnatura i data powstania umieszczone były na zaginionej ramie. Obecnie orientacyjnie przyjmuje się rok 1435.

## Opis
Obraz przedstawia Madonnę z Dzieciątkiem i naprzeciwko niej klęczącego donatora – kanclerza Burgundii, Nicolasa Rolina – ubranego w bogatą brokatową szatę. Dzieciątko trzyma w jednej ręce glob ziemski z krzyżem, drugą błogosławi wiernego. Anioł unosi nad głową Maryi złotą koronę. Scena rozgrywa się w bogato zdobionym pomieszczeniu. Za potrójną arkadą oratorium widać ogród, a dalej rozciąga się widok na miasto i rzekę. Historycy sztuki dyskutowali czy jest to widok miasta Maastricht, Liège, czy Autun, ale ostatecznie tego nie ustalono.
W obrazie ukryte są symbole, będące wyrazem żarliwych uczuć religijnych. Na kapitelach przedstawione zostały sceny z Pisma Świętego. Na zdjęciu obok widać scenę wygnania z raju, historię Kaina i Abla oraz pijaństwo Noego. Zamknięty ogród i rosnące w nim lilie symbolizują czystość Marii. Trójdzielne okno natomiast odwołuje się do Trójcy Świętej.
Do kompozycji tego dzieła nawiązał później Rogier van der Weyden w swoim obrazie Św. Łukasz rysujący portret Madonny.